# Argemone hunnemannii
Argemone hunnemannii là một loài thực vật có hoa trong họ Anh túc. Loài này được Otto mô tả khoa học đầu tiên năm 1833.

## Hình ảnh

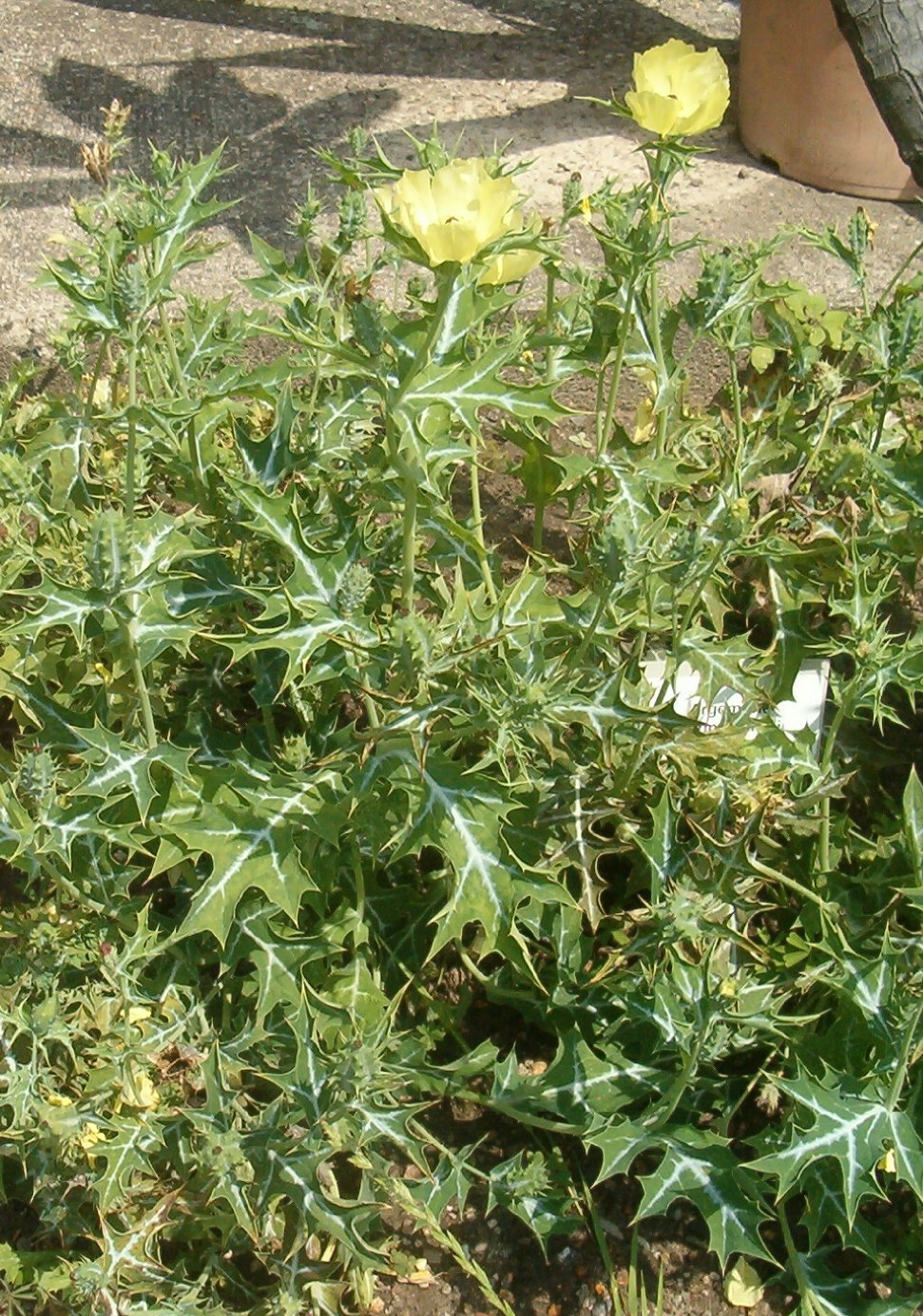
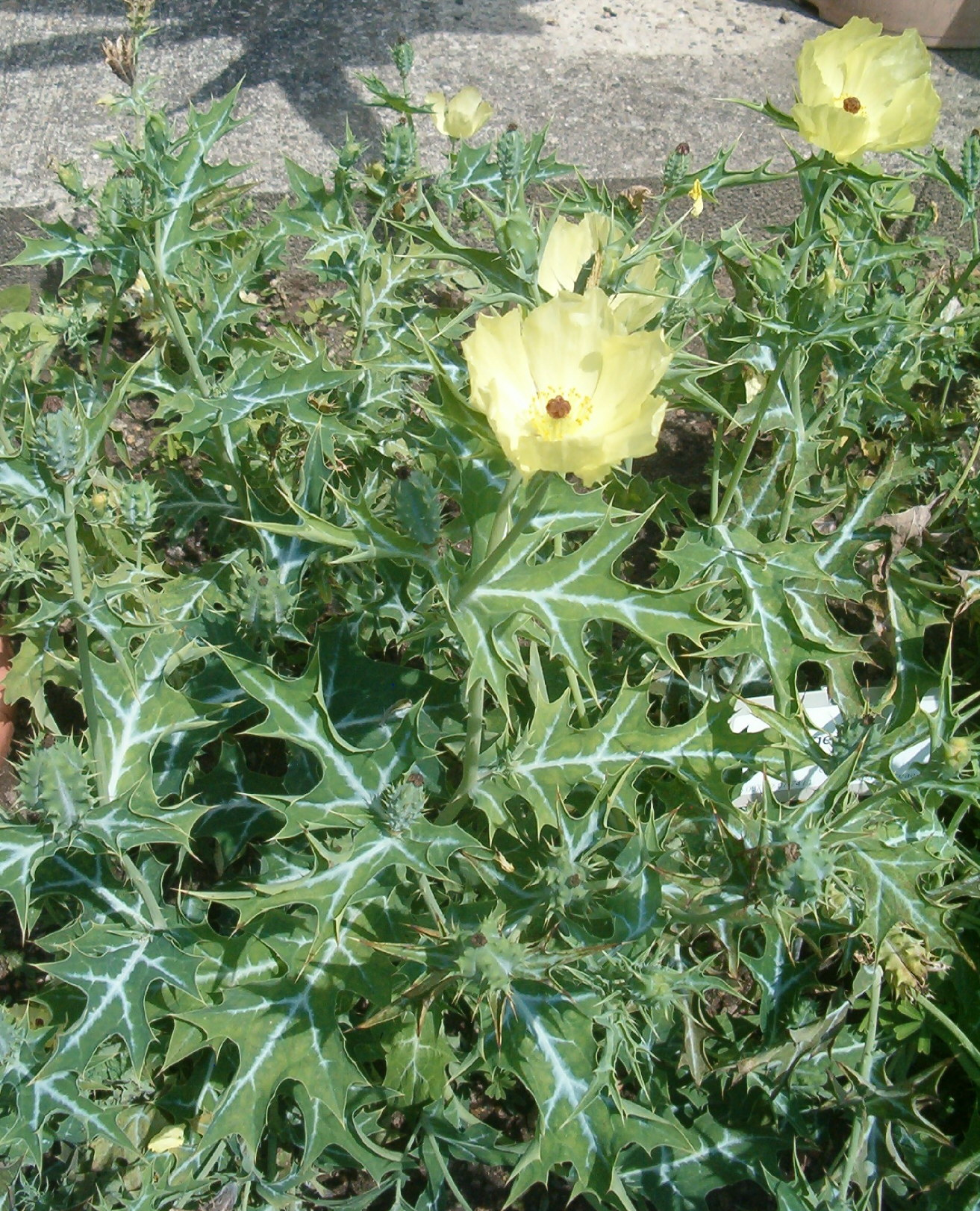
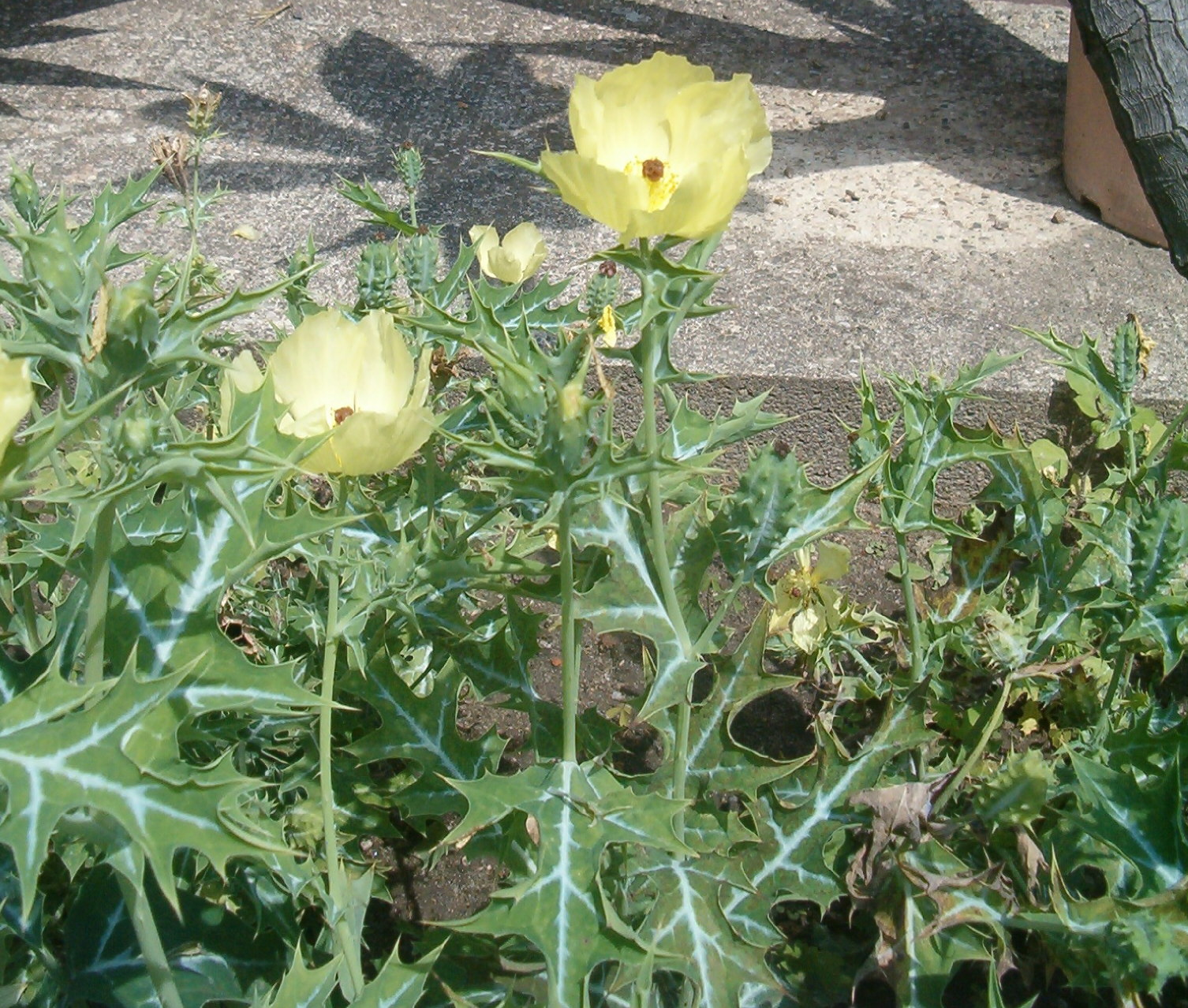
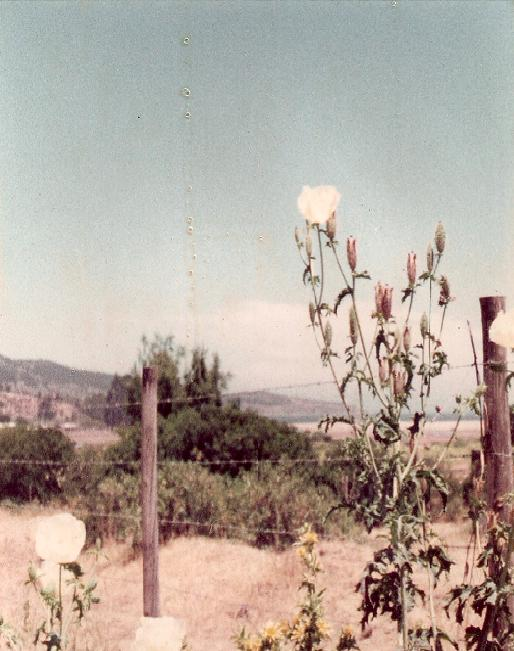